# Copa dos Campeões Europeus da FIBA de 1965–66
A Copa dos Campeões Europeus da FIBA de 1965–66 foi a nona edição da Copa dos Campeões Europeus da FIBA e foi vencida pelo Simmenthal Milano pela primeira vez em sua história, o primeiro de seus três títulos europeus.
Simmenthal derrotou o Slavia Praga por 77–72 na final do primeiro Final four na história da competição, com duas sedes sendo usadas, Milão e Bolonha. Na equipe italiana, estrelhou o futuro Hall da Fama, Bill Bradley, derrotando os favoritos e campeões da temporada anterior, CSKA Moscou nas semifinais por 57–68.

## Primeira Fase
| Equipe 1           | Total    | Equipe 2          | 1.º jogo | 2.º jogo |
| ------------------ | -------- | ----------------- | -------- | -------- |
| Fenerbahçe         | 143–146  | Dinamo Bucureşti  | 85–71    | 58–75    |
| Handelsministerium | 139–161  | Vorwärts Leipzig  | 75–82    | 64–79    |
| Gladsaxe           | 96–171   | Slavia Praga      | 57–84    | 39–87    |
| Gießen 46ers       | 150–191  | Simmenthal Milano | 77–88    | 73–103   |
| Etzella Ettelbruck | 98–162   | CSKA Sófia        | 51–72    | 47–90    |
| Collegians         | 84–152   | Denain-Voltaire   | 51–78    | 33–74    |
| KR                 | 109–149  | Alvik             | 48–60    | 61–89    |
| AEK                | 153–150  | Wisła Kraków      | 72–71    | 81–79    |
| Wydad              | 130–130* | Benfica           | 53–54    | 77–76    |
| Aldershot Warriors | 144–213  | Racing Mechelen   | 83–113   | 61–100   |

*Após empatarem em 130, foi marcado um terceiro e decisivo jogo, desta vez vencido pelo Wydad por 63–61.

## Oitavas de Final
| Equipe 1         | Total    | Equipe 2               | 1.º jogo | 2.º jogo |
| ---------------- | -------- | ---------------------- | -------- | -------- |
| Racing Mechelen  | 210–150  | Helsingin Kisa-Toverit | 116–79   | 99–74    |
| Honvéd           | 143–182  | Slavia Praga           | 62–100   | 81–82    |
| Vorwärts Leipzig | 123–175  | CSKA Moscou            | 66–87    | 57–88    |
| Wydad            | 172–238  | AEK                    | 96–113   | 76–125   |
| Alvik            | 149–201  | Real Madrid            | 88–113   | 61–91    |
| Denain-Voltaire  | 126–139  | CSKA Sófia             | 61–53    | 65–86    |
| Hapoel Tel Aviv  | 118–187  | Simmenthal Milano      | 65–80    | 53–87    |
| Dinamo Bucureşti | 148–148* | Zadar                  | 92–78    | 56–70    |

* Após um empate com 148, foi agendado terceiro e decisivo jogo vencido pelo Zadar por 65–59.

## Quartas de Final - Fase de Grupos
Pela primeira vez na história da competição, as quartas de final foram jogadas em sistema de grupos com jogos de ida e volta contando como apenas um jogo.
|  | Dois melhores colocados avançam para as semifinais |

|    | Clube             | Pld | Pts | V | D | PF  | PC  | SP  |
| -- | ----------------- | --- | --- | - | - | --- | --- | --- |
| 1. | Slavia Praga      | 3   | 5   | 2 | 1 | 490 | 486 | +4  |
| 2. | Simmenthal Milano | 3   | 5   | 2 | 1 | 503 | 476 | +27 |
| 3. | Racing Mechelen   | 3   | 4   | 1 | 2 | 553 | 570 | -17 |
| 4. | Real Madrid       | 3   | 4   | 1 | 2 | 494 | 508 | -14 |

|    | Clube       | Pld | Pts | V | D | PF  | PC  | SP  |
| -- | ----------- | --- | --- | - | - | --- | --- | --- |
| 1. | CSKA Moscou | 3   | 5   | 2 | 1 | 453 | 397 | +56 |
| 2. | AEK         | 3   | 5   | 2 | 1 | 413 | 426 | -13 |
| 3. | CSKA Sofia  | 3   | 5   | 2 | 1 | 418 | 421 | -3  |
| 4. | Zadar       | 3   | 3   | 0 | 3 | 410 | 450 | -40 |

## Final four

### Semifinais
29 de Março, Milão
| Equipe 1     | Resultado | Equipe 2 |
| ------------ | --------- | -------- |
| Slavia Praga | 103–73    | AEK      |

29 de Março, Palazzo dello sport, Bolonha
| Equipe 1    | Resultado | Equipe 2          |
| ----------- | --------- | ----------------- |
| CSKA Moscou | 57–68     | Simmenthal Milano |

### Decisão de 3º Lugar
1 de Abril, Milão
| Equipe 1 | Resultado | Equipe 2    |
| -------- | --------- | ----------- |
| AEK      | 62–85     | CSKA Moscow |

### Final
1 de Abril, Palazzo dello sport, Bolonha
| Equipe 1          | Resultado | Equipe 2      |
| ----------------- | --------- | ------------- |
| Simmenthal Milano | 77–72     | Slavia Prague |

| Campeão da Copa dos Campeões Europeus da FIBA de 1965–66 |
| -------------------------------------------------------- |
| Simmenthal Milano 1º Título                              |

### Colocação Final
|  | Equipes           |
|  | ----------------- |
|  | Simmenthal Milano |
|  | Slavia Praga      |
|  | CSKA Moscou       |
|  | AEK               |

## Ligações Externas
- European Cup 1965–66
- Real Madrid game details
- Este artigo foi inicialmente traduzido, total ou parcialmente, do artigo da Wikipédia em inglês cujo título é «1965–66 FIBA European Champions Cup».